# Kesamben (Ngajum)
Kesamben is een bestuurslaag in het regentschap Malang van de provincie Oost-Java, Indonesië. Kesamben telt 3578 inwoners (volkstelling 2010).